# Iwaszkiwci (rejon chmielnicki)
Iwaszkiwci (ukr. Івашківці) – wieś na Ukrainie, w obwodzie chmielnickim, w rejonie chmielnickim, w hromadzie Chmielnicki. W 2001 liczyła 159 mieszkańców, spośród których 155 wskazało jako ojczysty język ukraiński, 3 rosyjski, a 1 inny.